# Maria Curie (miniserial 1990)
Maria Curie (fr. Marie Curie: Une femme honorable) – francusko-polski miniserial biograficzny zrealizowany według powieści Françoise Giroud. Tematem filmu jest historia życia polsko-francuskiej uczonej Marii Skłodowskiej-Curie.

## Obsada
- Marie-Christine Barrault – Maria Skłodowska-Curie
- Jean-Luc Moreau – Paul Langevin
- Roger Van Hool – Pierre Curie
- Luigi Diberti – Émile Borel
- Monica Scattini – Missy Melloney
- Andrzej Szczepkowski – ojciec Piotra Curie
- Wanda Neumann – Bronia, siostra Marii
- Catherine Gandois – Margueritte
- Piotr Machalica – Jean Perrin
- Mirosława Marcheluk – Henriette Perrin
- John Hargreaves – Ernest Rutherford
- Jean-Pierre Sentier – Petit
- Maria Czubasiewicz – Jeanne Langevin
- Joanna Jędryka – Herta Ayrton, uczestniczka wykładu w Akademii Królewskiej w Londynie
- Krzysztof Kołbasiuk – Kazimierz Dłuski
- Aleksander Bardini – Charles Bouvard, przyjaciel doktora Curie
- Jerzy Kryszak – Ignacy Jan Paderewski
- Ewa Telega – Ewa Curie, córka Marii
- Jerzy Gudejko – Kazimierz Kowarski
- Hanna Bedryńska – Kowarska
- Ryszard Barycz – Schutz
- Arkadiusz Bazak – wysłannik Instytutu Pasteura
- Lech Sołuba – fotograf na ślubie Marii i Piotra
- Jowita Miondlikowska – pensjonarka
- Magdalena Scholl – uczennica
- Andrzej Głoskowski – wysłannik Instytutu Pasteura
- Janusz Bukowski – Boldwood
- Edyta Jungowska – laborantka Marii
- Emilian Kamiński – śpiewak w kabarecie
- Barbara Rachwalska – matka Piotra Curie

## Nagrody i odznaczenia
- 1991: Michel Boisrond – Monte Carlo (MFF Telewizyjnych) – Złota Nimfa
- 1991: Marie-Christine Barrault – Monte Carlo (MFF Telewizyjnych) – Srebrna Nimfa